# Vilemína Clauss-Szarvadyová
Vilemína Clauss-Szarvadyová (též Szárvádyová, německy Wilhelmine Clauss-Szarvady, roz. Clauß/Clauss(ová), 12. prosince 1832, Praha – 2. září 1907, Paříž) byla česko-francouzská klavíristka.

## Život
Byla dcerou bohatého obchodníka, který však zemřel, když jí bylo 11 let. Již v dětství se u ní projevovalo veliké nadání, v němž ji podporovala matka. Studovala hru na klavír v Praze u Josefa Proksche (1794–1864). Roku 1849 měla v Praze své první vystoupení a poté následovalo turné po Německu.
V roce 1855 se vdala za uherského publicistu a diplomata Frigyes Szárvádyho (1822–1882) (též Friedrich Szarvady), s nímž po svatbě odešla do Paříže. Odtud již jako známá koncertní klavíristka procestovala celou Evropu. Jen v Anglii měla v letech 1852 až 1886 každý rok sólový koncert. Od roku 1862 u ní po tři roky studovala další vynikající česká klavíristka Augusta Auspitz-Kolářová, taktéž žačka Josefa Proksche, která do Paříže přijela s Marií Prokschovou.
Byla považována za specialistku na Scarlattiho, Bacha a Beethovena, a byla vysoce ceněna soudobými skladateli Berliozem, Lisztem a Schumannem. Joachim Raff jí roku 1870 věnoval své Klavírní trio č. 3 Op. 155.
V dubnu 1856 se jí narodil syn, který však zemřel jako chlapec. O případných dalších dětech nejsou záznamy.

## Vlastní skladby
Koncert (f-moll) pro klavír s obligátním doprovodem 2 houslí, violy a violoncella, složil K. Phil. Em. Bach. Podle dosud nevydaného rukopisu pro klavír sama zpracovala a vydala Vilemína Szarvadyová roz. Claussová. Leipzig: Senff, o. J.